# Функция Розенброка

График функции Розенброка для двух переменных. Глобальный минимум перенесён в точку (1,1).

Функция Розенброка (англ. Rosenbrock function, Rosenbrock's valley, Rosenbrock's banana function) — невыпуклая функция, используемая для оценки производительности алгоритмов оптимизации, предложенная Ховардом Розенброком в 1960 году. Считается, что поиск глобального минимума для данной функции является нетривиальной задачей.
Является примером тестовой функции для локальных методов оптимизации. Имеет минимум 0 в точке (1,1).

## Каноническое определение

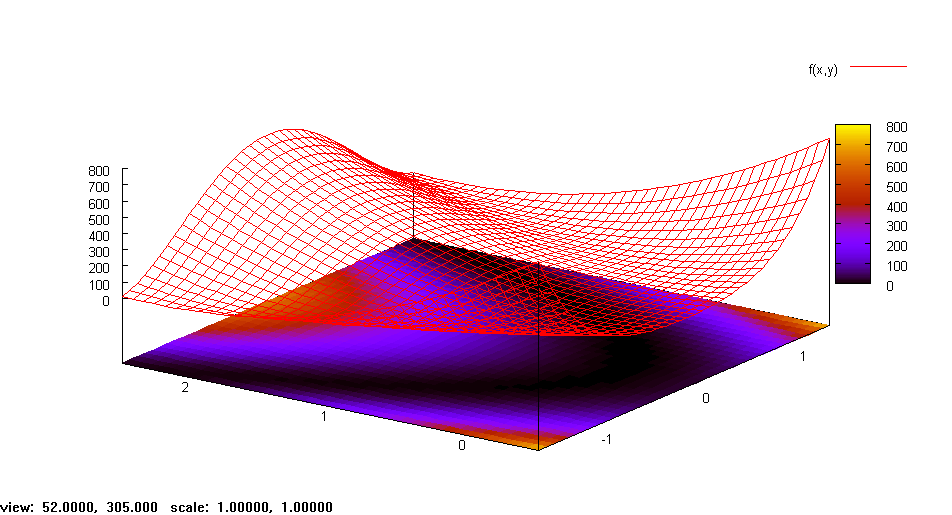
Значение функции Розенброка для двух переменных в окрестности точки.

Функция Розенброка для двух переменных определяется как:
{\displaystyle f(x,y)=(1-x)^{2}+100(y-x^{2})^{2}.\quad }
Она имеет глобальный минимум в точке {\displaystyle (x,y)=(1,1)} где {\displaystyle f(x,y)=0}.

## Многомерное обобщение
Встречаются два классических варианта многомерного обобщения функции Розенброка.
В первом случае, как сумма {\displaystyle N/2} несвязанных двумерных функций Розенброка:
{\displaystyle f(\mathbf {x} )=f(x_{1},x_{2},\dots ,x_{N})=\sum _{i=1}^{N/2}\left[100(x_{2i-1}^{2}-x_{2i})^{2}+(x_{2i-1}-1)^{2}\right].}
Более сложным вариантом является:
{\displaystyle f(\mathbf {x} )=\sum _{i=1}^{N-1}\left[(1-x_{i})^{2}+100(x_{i+1}-x_{i}^{2})^{2}\right]\quad \forall x\in \mathbb {R} ^{N}.}
Существует также вероятностное обобщение функции Розенброка, предложенное англ. Xin-She Yang:
{\displaystyle f(\mathbf {x} )=\sum _{i=1}^{n-1}{\Big [}(1-x_{i})^{2}+100\epsilon _{i}(x_{i+1}-x_{i}^{2})^{2}{\Big ]},}
где случайные переменные {\displaystyle \epsilon _{i}(i=1,2,...,n-1)} являются равномерно распределёнными Unif(0,1).